# Villanueva de la Reina
Villanueva de la Reina település Spanyolországban, Jaén tartományban. Villanueva de la Reina Baños de la Encina, Bailén, Guarromán, Espeluy, Cazalilla, Fuerte del Rey, Lahiguera, Andújar és Mestanza községekkel határos. Lakosainak száma 2948 fő (2024).

## Népesség
A település népessége az elmúlt években az alábbi módon változott:
| Lakosok száma | 3308 | 3344 | 3385 | 3435 | 3358 | 3274 | 3151 | 3081 | 3013 | 2948 |
|               | 2001 | 2004 | 2007 | 2009 | 2012 | 2014 | 2017 | 2019 | 2022 | 2024 |